# Narzędzie Wycinanie
Narzędzie Wycinanie (ang. Snipping Tool) – aplikacja zawarta w systemie Windows Vista i jego nowszych wersjach. Umożliwia robienie zrzutów ekranu z wybranych lub otwartych okien, wolnej strefy lub całego ekranu. Możliwe jest też wybranie własnego (niestandardowego) obszaru do przechwycenia.
Zdjęcia ekranu lub jego fragmentów można zapisać w formatach:
- PNG
- GIF
- JPEG
- MHTML.

Za pomocą aplikacji możliwe jest też wysłanie pliku za pomocą poczty elektronicznej. Narzędzie pozwala także na prostą edycję przechwyconego obrazu, za pomocą pędzla, ołówka, markera i gumki. Nowsze wersje programu posiadają funkcję opóźnienia (Delay), która pozwala na przechwycenie obrazu po upływie danego okresu czasu.